# Annahilt
Annahilt (Eanach Eilte in gaelico irlandese) è un villaggio dell'Irlanda del Nord, situato nella contea di Down.